# Horst Dräger
Horst Dräger (* 1940 in Schneidemühl in Pommern) ist ein deutscher Erziehungswissenschaftler.

## Biografie
Dräger lebte nach der Vertreibung seit 1946 in Schleswig-Holstein. Nach häufigen Schulwechsel erlangte er 1958 die mittlere Reife und 1962 das Abitur an einer Internatsschule in Rendsburg.
Von 1962 bis 1965 studierte Dräger an der Pädagogischen Hochschule Lüneburg. Anschließend war er von 1965 bis 1968 Volksschullehrer an Dorfschulen im Landkreis Diepholz in Niedersachsen und von 1968 bis 1972 an einer Hauptschule in Bochum. Währenddessen studierte er nebenberuflich an der Ruhruniversität Bochum in den Fächern Pädagogik, Politik, Geschichte und Philosophie, wo er im Sommersemester 1972 das Magister-Examen absolvierte.
Von 1972 bis 1974 war er abgeordnet als Assistent an die Pädagogische Hochschule Ruhr in Essen mit der Auflage zu promovieren. Im Wintersemester 1972/73 promovierte er im Fach Pädagogik an der Ruhruniversität Bochum.
1973/74 war Dräger wissenschaftlicher Assistent an der Universität-Gesamthochschule Essen. 1975 wechselte er als wissenschaftlicher Assistent an die Ruhruniversität Bochum an den Lehrstuhl für außerschulische Bildung und Erwachsenenbildung, wo er sich 1983 in Pädagogik habilitierte.
Im Anschluss kehrte er in den Hauptschuldienst nach Bochum zurück. 1985 hat er eine Lehrstuhlvertretung an der Universität Trier übernommen. Von 1986 bis 2005 war Dräger als Lehrstuhlinhaber Professor für Erziehungswissenschaft an der Universität Trier und ist seit 2005 emeritiert.

## Werk
Drägers Werk zeichnet sich durch Arbeits- und Forschungsschwerpunkte in Geschichte der Erwachsenenbildung, dem Verhältnis von Erwachsenenbildung und praktischer Pädagogik, zur Theorie der Methodenlehre (Lernkultur und Lernformen in der Anthropagogik) und zur Methodologie der Erziehungswissenschaft aus.
Nach seiner Dissertation über die Aktivitäten der Gesellschaft für Verbreitung von Volksbildung im 2. deutschen Kaiserreich hat er zwei Quellenbände zur Volksbildung im 19. Jahrhundert vorgelegt. Im ersten Band, der den Zeitraum vom Ende der Aufklärung bis zum Vormärz beinhaltet, werden die unterschiedlichen Dimensionen von Volksbildung in Vereinigungen sowie gesamtgesellschaftliche Systementwürfe aufgezeigt; der zweite Band behandelt die Soziale Frage in der Intention, durch Volksbildung sozialen Frieden zu erreichen.
In einem Essay zu Johannes Tews wird die Geschichte der Gesellschaft für Verbreitung von Volksbildung bis zu ihrer Auflösung forterzählt und im Besonderen der Richtungsstreit zwischen der sogenannten »alten Richtung«, der verbreitenden Volksbildung, und der »neuen Richtung«, der intensiven Volksbildung, als ein bildungstheoretischer und ideologischer Verdrängungsstreit dargestellt.
In der Auseinandersetzung mit historischen gesamtgesellschaftlichen Systementwürfen sowie mit dem Gutachten des Deutschen Ausschusses für das Erziehungs- und Bildungswesen und dem Strukturplan für das Bildungswesen hat sich Dräger mit dem Verhältnis von Pädagogik als Kinder- und Jugendbildung und Erwachsenenbildung befasst, sah dieses als theoretisch nicht begriffene doppelte Partikularität an, die eigentlich im Theorem des Lebenslangen Lernens hätte aufgehoben werden können.
In der Betrachtung der Morphologie des Lernens, als eine durchgehaltene mentale Tätigkeit des Menschen in seinem Lebenslauf, in dem Lernen sich an Lernen anschließt ist die doppelte Partikularität wie auch das Theorem des Lebenslangen Lernens kein expliziter Gegenstand mehr: Der Mensch lernt gemäß der Lernformen, die sich ihm in seinen Lernprozessen entfaltet haben. In dieser Betrachtung macht Dräger dann deutlich, dass die Darstellung für die je entfaltete Lernform eine thematische Dignität ist. Dieser Problembereich hat aber bis heute von ihm keine Behandlung erfahren. Andeutungen finden sich in dem Postulat der Emanzipation der Methodik von der Didaktik. Die Methodik ist das historisch Durchgehaltene, die Didaktik dagegen ist das dem historischen Prozess Unterworfene. In diesem Sachverhalt sieht er in der Erforschung der Methodik den eigentlichen Auftrag der Erziehungswissenschaft.
In einem Aufsatz, in dem er die Geschichte der Menschenbildung, er spricht von Anthropagogik, kulturtheoretisch und kulturgeschichtlich betrachtet, kommt er zu der These, dass kulturell der Primat der Erwachsenenbildung, er spricht von Andragogik, in der Anthropagogik gegeben ist; die Aufgabe der Pädagogik als Kinder- und Jugendbildung ist die Tradierung der geistigen Hervorbringung der Erwachsenengeneration an den Nachwuchs: Diese These ist eine Umkehr des Selbstverständnisses der Allgemeinen Pädagogik, wie es im Begriff von „Weiterbildung“ zum Ausdruck kommt.
Eine Aufsatzsammlung von Dräger haben Eva Eirmbter-Stolbrink und Claudia König-Fuchs mit dem Titel Idee und Erkenntnis herausgegeben.

## Publikationen (Auswahl)

### Monographien
- Pestalozzis Idee von der Einheit der Erziehung. Pädagogik, Andragogik, Politik. Frankfurt am Main u. a. 1989
- Volksbildung in Deutschland im 19. Jahrhundert. Bd. 2. Bad Heilbrunn 1984
- Volksbildung in Deutschland im 19. Jahrhundert. Bd. 1. Braunschweig 1979
- Die Gesellschaft der Verbreitung von Volksbildung. Eine historisch-problemgeschichtliche Darstellung von 1871-1914. Stuttgart 1975

### Beiträge in Zeitschriften
- Die soziale Frage und die Bedeutung der Erwachsenenbildung in den Konzepten bürgerlicher Sozialreformer im 19. Jahrhundert. In: Spurensuche 28, 2019, S. 4–16.
- Aufklärung über Andragogik. Kulturgeschichtliche Betrachtungen zum Primat der Andragogik in der Anthropagogik. In: Zeitschrift für Weiterbildungsforschung 40 (2), 2017, S. 127–152.
- Der Verein als Instrument der gesellschaftlichen Gestaltung im Bereich der Erwachsenenbildung. Entwicklung und Problematik. In: Spurensuche 25, 2016, S. 4–26.
- Erwachsenenbildung und Schule. Eine historische Skizze. In: Hessische Blätter für Volksbildung 64 (3), 2014, S. 207–222.
- Bauernbildung aus dem Geist der Ökonomie des 18. Jahrhunderts. In: Spurensuche 22 (14), 2013, S. 90–108.
- Geschichte in Disziplin und Profession. In: Hessische Blätter für Volksbildung 60 (2), 2010, S. 117–127.
- Alexander Kapp. Pädagogik und Andragogik in ihrem Zusammenhang (Teil 2). In: Education permanente. Schweizerische Zeitschrift für Erwachsenenbildung, 2003, S. 50–51.
- Alexander Kapp: Pädagogik und Andragogik in ihrem Zusammenhang (Teil 1). In: Education permanente. Schweizerische Zeitschrift für Erwachsenenbildung 37 (1), 2002, S. 51–52.
- Wissen und Infrastruktur. Reform von Bildungseinrichtungen für eine differentielle Bildung. In: Hessische Blätter für Volksbildung 51 (2), 2001, S. 175–186.
- Dräger, Horst; Günther, Ute: Stagflation der Professionstheorie durch Detailperfektionierung. In: Literatur- und Forschungsreport Weiterbildung (Beiheft), 1996, S. 44–49.
- Die Erwachsenenbildung der Neuen Richtung in ordnungspolitische Perspektive. Ein Interpretationsvorschlag. In: Literatur- und Forschungsreport Weiterbildung (31), 1993, S. 47–52.
- Geschichte der Erwachsenenbildung. In: Literatur- und Forschungsreport Weiterbildung (7), 1981, S. 41–63.
- Historische Aspekte und bildungspolitische Konsequenzen einer Theorie des lebenslangen Lernens. In: Internationales Jahrbuch der Erwachsenenbildung Bd. 7, 1979, S. 109–141.
- Schulbildung – unter Aspekten der Erwachsenenbildung. In: Westermann Pädagogische Beiträge 28 (2), 1976, S. 64–72.

### Beiträge in Sammelwerken
- Erziehungswissenschaft und Wissen. Ein Essay. In: Martin P. Schwarz, Wilfried Ferchhoff und Ralf Vollbrecht (Hg.): Professionalität: Wissen – Kontext. Sozialwissenschaftliche Analysen und pädagogische Reflexionen zur Struktur bildenden und beratenden Handelns. Klinkhardt, Bad Heilbrunn 2014, S. 328–342.
- Siedlung als moralischer Raum. In: Franz-Josef Jelich (Hg.): Die pädagogische Gestaltung des Raums. Klinkhardt, Bad Heilbrunn 2003, S. 67–78.
- Pragmatische Lernkultur und lerntheoretische Relevanz der Paradigmen. In: Rainer Brödel (Hg.): Ansichten zur Lerngesellschaft. Schneider, Baltmannsweiler 2003, S. 184–199.
- Morphologie des Lernens. In: Arbeitsgemeinschaft QUEM (Hg.): Kompetenzentwicklung 2000. Lernen im Wandel – Wandel durch Lernen. Waxmann, Münster 2000, S. 71–131.
- Kritik der Stagflation der Pädagogik und eine Anregung zu einem disziplinstiften den erziehungswissenschaftlichen Forschungsansatz. In: Bernd Dewe u. a. (Hg.): Reflexionsbedarf und Forschungsperspektiven von moderner Pädagogik. Leske und Budrich, Opladen 2000, S. 71–93.
- Die Institutionalisierung und Professionalisierung der Erwachsenenbildung in der Weimarer Republik. In: O.V. (Hg.): Experimentiersozietas Dreißigacker. Historische Konturen und gegenwärtige Rezeption eines Erwachsenenbildungsprojektes der Weimarer Zeit. Klartext, Essen 1997, S. 29–48.
- Dräger, Horst; Günther, Ute: Die Emanzipation der Methodik von der Didaktik. In: Karin Derichs-Kunzmann (Hg.): Enttraditionalisierung. DIE, Frankfurt am Main 1997, S. 116–129.
- Stagflation der Professionstheorie durch Detailperfektionierung. In: Karin Derichs-Kunzmann (Hg.): Qualifizierung des Personals in der Weiterbildung (Literatur- und Forschungsreport Weiterbildung. Beiheft zum Report). Bertelsmann, Bielefeld 1996, S. 44–49.
- Dräger, Horst; Günther, Ute: Das Infrastrukturmodell als Antwort auf die Krise der bildungstheoretischen Didaktik. In: Karin Derichs-Kunzmann (Hg.): Theorien und Forschungsleiter Konzepte der Erwachsenenbildung. DIE, Frankfurt am Main 1995, S. 143–152.
- Erziehungswissenschaft: Die Überwindung der doppelten Partikularität von Pädagogik und Andragogik. Eine kritische Skizze. In: Eberhard Schlutz (Hg.): Historische Zugänge zur Erwachsenenbildung. Universität, Bremen 1995, S. 62–86.
- Selbstbehauptung und Anerkennung. Zum politischen und pädagogischen Umgang mit der Differentialität. In: Reinhard Uhle und Dietrich Hoffmann (Hg.): Partikularitätsverarbeitung in der Pädagogik. Deutscher Studien Verlag, Weinheim 1994, S. 163–189.
- Erlebnis als unmittelbarer Weg der Führung. Perversionen des Erlebnisses in der NS-Zeit. In: Hans Günther Homfeldt (Hg.): Erlebnispädagogik. Schneider, Baltmannsweiler 1993, S. 27–37.
- Der interessierte Blick in die Fremde. In: Martha Friedenthal-Haase, Jost Reichmann und Hans Tietgens (Hrsg.): Erwachsenenbildung im Kontext. Klinkhardt, Bad Heilbrunn 1991, S. 208–225.
- Der Bibliothekar als Erwachsenenbildner. In: Klaus Harney und Dieter Jütting (Hg.): Professionalisierung der Erwachsenenbildung. Lang, Frankfurt am Main u. a. 1987, S. 113–187.
- Die Verflechtung von wissenschaftlicher Pädagogik und Erwachsenenbildung in der Geschichte. In: Hans Tietgens (Hg.): Zugänge zur Geschichte der Erwachsenenbildung. Klinkhardt, Bad Heilbrunn 1985, S. 31–43.
- Historiographie und Geschichte der Erwachsenenbildung. In: Enno Schmitz und Hans Tietgens (Hg.): Erwachsenenbildung (Enzyklopädie Erziehungswissenschaft, 11). Klett Verlag, Stuttgart 1984, S. 76–92.
- Verdienst und Scheitern des Volkslehrers Johannes Tews 1860 – 1937. In: Johannes Tews. Geistespflege in der Volksgemeinschaft. Beiträge zur Förderung der freien Volksbildungsarbeit (1932). Mit einem Essay von Horst Dräger. Stuttgart 1981, S. 6–82.
- Aus gegebenem Anlass: Thesen zum Verhältnis von Historie und Theorie in der Wissenschaft von der Erwachsenenbildung. In: Wilhelm Mader (Hg.): Theorien zur Erwachsenenbildung, Universität, Bremen 1981, S. 1–14.